# Cecil Boden Kloss
Cecil Boden Kloss (Warwickshire, 28 marzo 1877 – Inghilterra, 19 agosto 1949) è stato uno zoologo britannico.

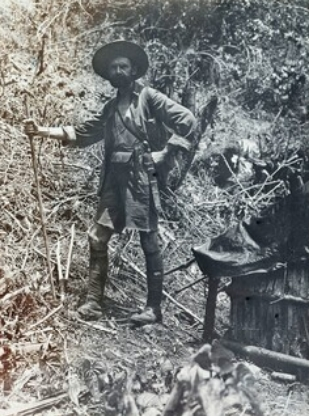
Cecil Boden Kloss

Agli inizi del XX secolo accompagnò il naturalista americano William Louis Abbott in una spedizione diretta alla isole Andamane e Nicobare. A partire dal 1908 lavorò, sotto la direzione di Herbert Christopher Robinson, presso il museo di Kuala Lumpur. Tra il 1923 e il 1932 fu direttore del Museo Raffles a Singapore. Divenne così uno dei massimi esperti di sistematica dei Mammiferi e degli Uccelli del Sud-est Asiatico dell'epoca.
A lui sono state dedicate diverse specie di piante e animali, tra cui:
- Hylobates klossii, Gibbone di Kloss;
- Bubo coromandus klossii, sottospecie del Gufo reale fosco;
- Eugenia klossii, pianta endemica della Malaysia;
- Nepenthes klossii, pianta carnivora endemica della Nuova Guinea;
- Begonia klossii, una begonia;
- Rungia klossii, piccolo vegetale della Nuova Guinea;
- Cyathea klossii, felce arboricola originaria delle regioni occidentali della Nuova Guinea;
- Adiantum klossii, una felce.